# Deed Lig 2024-2025
La Deed Lig 2024-2025 è stata la 57ª edizione della massima divisione del campionato mongolo di calcio. Il campionato è iniziato il 16 agosto 2024 e si è concluso il 7 agosto 2025.
Il Falcons era la squadra campione in carica e si è riconfermato, vincendo il suo secondo titolo nazionale.

## Stagione

### Novità
Dalla stagione precedente è stato retrocesso il Bavarians, ultimo classificato. Al suo posto, dalla Prima Lega è stato promosso l'Hunters.

### Formula
Le 10 squadre partecipanti giocano un girone all'italiana con partite di andata, ritorno e nuovamente andata, per un totale di 27 giornate. Al termine di esso, la squadra prima classificata è campione della Mongolia e si qualifica per la AFC Challenge League 2025-2026. L'ultima classificata è retrocessa in Prima Lega, mentre la penultima gioca uno spareggio promozione/retrocessione contro un'altra squadra di Prima Lega.

## Squadre partecipanti
| Club               | Città             | Stagione precedente  |
| ------------------ | ----------------- | -------------------- |
| Brera Ilch         | Ulan Bator        | 8° in Deed Lig       |
| Deren              | Deren             | 3° in Deed Lig       |
| Falcons            | Ulan Bator        | Campione di Mongolia |
| Hunters            | Ulan Bator        | Prima Lega           |
| Khaan Khuns-Erchim | Ulan Bator        | 7° in Deed Lig       |
| Khangarid          | Erdenet           | 2° in Deed Lig       |
| Khoromkhon         | Ulan Bator        | 6° in Deed Lig       |
| Khovd              | Hovd              | 9° in Deed Lig       |
| Tuv Azarganuud     | Provincia del Tôv | 5° in Deed Lig       |
| Ulaanbaatar        | Ulan Bator        | 4° in Deed Lig       |

## Classifica
|                     | Pos. | Squadra            | Pt | G  | V  | N | P  | GF  | GS  | DR   |
| ------------------- | ---- | ------------------ | -- | -- | -- | - | -- | --- | --- | ---- |
| Mongolia (bandiera) | 1.   | Falcons            | 67 | 27 | 21 | 4 | 2  | 104 | 19  | +85  |
|                     | 2.   | Khangarid          | 57 | 27 | 18 | 3 | 6  | 66  | 32  | +34  |
|                     | 3.   | Ulaanbaatar        | 51 | 27 | 15 | 6 | 6  | 65  | 40  | +25  |
|                     | 4.   | Deren              | 50 | 27 | 15 | 5 | 7  | 83  | 30  | +53  |
|                     | 5.   | Khoromkhon         | 34 | 27 | 11 | 1 | 15 | 58  | 89  | -31  |
|                     | 6.   | Khovd              | 32 | 27 | 9  | 5 | 13 | 72  | 61  | +11  |
|                     | 7.   | Hunters            | 29 | 27 | 8  | 5 | 14 | 38  | 49  | -11  |
|                     | 8.   | Khaan Khuns-Erchim | 27 | 27 | 7  | 6 | 14 | 54  | 64  | -10  |
|                     | 9.   | Tuv Azarganuud     | 22 | 27 | 7  | 1 | 19 | 31  | 156 | -125 |
|                     | 10.  | Brera Ilch         | 16 | 27 | 4  | 4 | 19 | 43  | 74  | -31  |

Legenda:
      Campione di Mongolia e ammessa alla AFC Challenge League 2025-2026.
      Retrocessa in Prima Lega
 Ammesso ai Play-off promozione/retrocessione